# 41 다프네
41 다프네는 소행성대의 소행성이다. 지름이 174km이고 어두운 표면을 가진 천체로 탄산염 구립운석으로 이루어질 가능성이 있다고 추측된다. 1856년 2월 22일 독일 천문학자인 헤르만 골드슈미트에게 발견되었으며 월계수로 변한 그리스 신화에 나오는 다프네의 이름을 따왔다. 잘못된 궤도 계산으로 인하여 초기에는 56 멜레테를 2번째로 41 다프네를 목격한 것으로 오인되었다.

## 위성
41 다프네는 최소한 하나의 위성이 있으며 이름은 페네이우스 ( 임시 명칭: S/2008 (41) 1 )이다. 2008년 3월 28일에 식별되었으며 41 다프네와의 거리는 443km, 궤도 주기는 약 1.1일이며 추정된 지름은 약 2km 정도다. 페네이우스의 이름은 그리스 신화의 강의 신인 페네오스에서 이름을 따왔다.